# Магдебургская фондовая биржа
Магдебургская биржа (нем. Magdeburger Börse) была биржей в Магдебурге. Лучше всего себя проявила в торговле сахаром. В этом сегменте рынка периодически относилась к трём ведущим международным биржам.

## История

### Первое основание 1824
Толчок к основанию биржи принадлежал магдебургскому обербургомистру Августу Вильгельму Франку, который обратился в 1820 году к коммерсантам города и указал на значение такого рынка к торговли ценными бумагами для региональной экономики
12 марта 1824 принято решение основания Магдебургской биржи в доме на Алтен маркт. 16 марта прошло первое биржевое собрание. Дальнейших собраний не проводилось, из-за экономической невыгодности биржи

### Второе основание 1843
В 1843 под обязательствами нескольких предприятий и прочих, среди которых был Карл Фридрих Денеке, произошло оживление Магдебургской биржи. Точная дата оживления 1 августа 1843. Из-за отсутствия законных правил проведения биржи не было и биржевого устава.
Торговали между 11.30 и 12.30. По вторникам и четвергам устанавливались цены на зерно, картофель, масло и спирт, а также для акций некоторых предприятий. Сначала акционерная торговля ограничилась акциями «железная дорога Магдебург-Лейпциг» (нем. Magdeburg-Leipziger Eisenbahn), «железная дорога Магдебург-Халберштадт» (нем. Magdeburg-Halberstädter Eisenbahn) и «Объединенной компании пароходства» (нем. Vereinigten Dampfschiffahrts-Compagnie). Позже к торгам присоединились региональные акции Магдебургского частного банка (нем. Magdeburger Privatbank). Торговали также и золотом.
19 января 1863 года издался биржевой устав, запрещающий участие в бирже женщинам. Также не имели доступа к участию в бирже люди, неплатежеспособные или объявленные банкротом. Другие, для получения доступа к бирже, должны были приобрести биржевую карту. Существенная часть биржевых событий происходила не в здании на Алтер Маркт 5-6, а на улице между ними. Начальник полиции в 1868 году, для устранения помех движения по этому участку, был вынужден запретить такие собрания при угрозе штрафа в 1 талер. Окончательно эта проблема уладилась только в 1872 году, когда все собрания перешли на первый этаж здания. Надзор над биржей вёлся старшей командой торговцев города.
Биржа имела отчётливый взлёт после Франко-прусской войны в 1870/71. Из Франции в Германию выплачивались репарации, которые вызвали экономические оживление в районе Магдебурга. К этому прибавились облегчения при законных предпосылках образований акционерных обществ. Магдебургская фондовая биржа извлекла огромную пользу из этих благоприятных событий.
Тем не менее, уже в 1873 году дошло до так называемого краха учредителей, сопровождаемого банкротством и резкого падения курса. Магдебургская фондовая биржа потеряла всю свою значимость

### Торговля сахаром (Сахарная биржа)
Магдебург, занимаясь изготовлением сахара из возделываемой здесь сахарной свеклы, стал значимым центром европейской индустрии сахара. Торговля сахаром приобрела особое значение с 1875 года. В 1876 году сахар отметился в Магдебургской бирже. Наряду с Парижем и Лондоном, Магдебургская биржа приобрела в этой отрасли ведущий и международный статус. В то время как Лондон и Париж вырабатывали сахар из сахарного тростника, привезённого из колоний, Магдебург занимался выработкой сахара из свеклы. С растущим значением торговли сахаром, другие продукты стали уходить на задний план. Хотя до 1895 года эти продукты значились в официальных котировках, но фактически вся торговля сельхозпродуктами и сырьём ограничилась сахаром и зерном. С 1883 года курс сахара начал устанавливается ежедневно.
В 1885 году несколько Магдебургских компаний основали Немецкий союз экспорта сахара в Магдебург (нем. Deutschen Zuckerexportverein zu Magdeburg). Руководили этим Берхарт Липперт и Герман Райхардт. Союз учредил фьючерскую биржу товаров для сахара на Магдебургской бирже. Первая официальная котировка для цен сахара произошла 2 августа 1886. Основание Магдебургской фьючерсной биржи сахара произошло до оснований соответствующих фьючерских бирж в Лондоне или Гамбурге.
Торговцы сахаром преследовали цель стать менее зависимыми от мирового рынка и его колебаний. Сахар продавался ещё до его производства по известной цене.
Ввиду большого количества спекулятивных операций произошёл крах сахарной биржи (нем. Magdeburger Zuckerkrach.), после которого, по образцу Гамбурга, была создана ликвидационная касса (нем. Liquidationskasse.).
Магдебургская касса ликвидации образовалась как акционерное общество с основным капиталом в размере 3 млн. ДМ и занималась срочными сделками.
Растущее значение Магдебургской биржи, привело в 1885 году к планам построить новое специально запланированное для биржи здание. Под застройку был предусмотрен земельный участок на тогдашней Площади императора Вильгельма (нем. Kaiser-Wilhelm-Platz) (сегодняшняя Университетская площадь (нем. Universitätsplatz)).
В 1886 и 1887 участники Берлинской и Гамбургской биржи попытались оттянуть Магдебургскую торговлю сахара к себе. Сначала, основанный в Магдебурге, союз немецкой индустрии сахара имел поддержку Берлина. Тем не менее, Магдебургская комиссия под руководством Фридриха Августа Неубауэра, в которой участвовали также Отто Пилет и Вильгельм Цугшвердт, смогла удержать доходную Магдебургскую биржу в своих руках. Комиссия пришла к выводу, что для укрепления Магдебургской торговли сахара требуется строительство новых складов, чтобы предоставлять большие складские вместимости и держаться, в частности, против Гамбурга. Также действующие, в качестве инвесторов, члены команды закупки: Отто Хуббе, Вильгельм Хаусвалдт и Макс Дюрр предоставили в 1888 году средства для биржи, которые были потрачены для строительства, в новом торговом порту Магдебурга, 2 больших новых складов сахара
В 1996 году вступил в силу новый биржевой закон. Он запретил торговлю зерном и мукой. Для срочных сделок вводились списки. В Магдебурге, биржевой устав также был переделан. Хлебная биржа исчезла, а биржевой надзор усилился.
Формально, могла заниматься только торговлей сахаром. Остальные торговые действия, велись только через ценные бумаги. Но торговля тростниковым сахаром или рафинируемым сахаром не подлежала более строгим инструкциям нового биржевого закона
Тем не менее, в частности, внедрение списков вело к отчетливому спаду торгового объема. Списки были отменены только в 1903 году после обновления закона
В начале 1 мировой войны произошёл запрет на вывоз для сахара. Все осуществленные срочные сделки сахара аннулировались. Биржа сахара вместе с прежней торговлей приостанавливалась. После конца войны, из-за выплат репараций, произошла устойчивая продолжительная централизация хозяйства, но до возобновления биржевой торговли не дошло.

### Оживление после 1 мировой войны
В 1921 произошло первое, подобное биржам, собрание в Магдебурге. Возрастающая индустриализация Магдебурга повысила экономическое значение города без торговли сахаром. 20 февраля 1923 в Магдебурге, из-за перегрузки Берлинской биржи, снова открылась официальная фондовая биржа. 68 бумаг, из которых 30 принадлежало акционерным обществам, продавались официально. Подобные биржам собрания проводились для зерна, бакалей и отечественных изделий. А в августе 1923 была основана официальная товарная биржа и хлебная биржа. В 1925, после изменений в налоговом праве, повторно основалась фьючерская биржа сахара, причем котировки происходили исключительно для белого сахара. Одновременно фьючерская биржа сахара была восстановлена на Гамбургской бирже.

### Упадок
Позже, Магдебургская биржа стала терять своё значение среди других больших немецких бирж. В частности, обороты фьючерской биржи сахара сократились, а в ходе Второй мировой войны приостанавливала свою деятельность. Используемое биржей здание на Alter Markt было разрушено при воздушном налете. В ГДР, к которой Магдебург стал относиться после войны, биржа не восстанавливались.